# 哈尔滨市第十七中学校
哈尔滨市第十七中学校始建于1954年，是一所位于哈尔滨市的初级中学。目前17中学拥有两处校舍，学生4251人，教职工307人。教师队伍中百分之九十以上达到大学本科学历，教师平均年龄35岁。